# روح سماوية
الروح السماوية هو مصطلح يستخدم في الروحانية والكُلانية ويمكن وصفها بأنها ذات تأثير شيطاني وتوجد في الفضاء دون جسد مادي. الروح السماوية موجودة فيما يسمى بالمستوى النجمي. اعتمادًا على الفترة الزمنية والثقافة، يمكن أن يكون لهذا المصطلح معانٍ عديدة. كان يُعتقد أنه أحد الأجزاء الثلاثة للنفس البشرية التي تحتوي على "الأفكار والرغبات والتخيلات التي انطبعت في العقل وقت الموت" بالإضافة إلى الشهوة والغضب. كان لدى الفلاسفة وجهات نظر وأفكار مختلفة حول الأرواح النجمية، حيث اعتبرها مارسيليو فيسينو بمكانة رابط بين الجسد المادي والروح، بينما ربطها آخرون مثل جان فيرنل أكثر بالأرواح الحيوانية. أدخل الفيلسوف هنري مور هذا المصطلح في المجال الطبي واعتبر الروح السماوية جزءًا من الجسم منفصلاً عن «الروح العقلانية» واعتبرها «مقر النبضات».  وكان يعتقد أن الإنسان لا يزال مسؤولاً عن التحكم في هذه الدوافع والحماس. ارتبطت الأرواح السماوية بالروح والسحر أيضًا، وتحديدًا السحر الأسود، وكانت تعد ذات أصل شيطاني في وقت ما. استُخدم المصطلح أيضًا فيما يتعلق بمفهوم الأشباح ومصاصي الدماء في القرن التاسع عشر.